# Chatchai Budprom
Chatchai Budprom (in thailandese ฉัตรชัย บุตรพรม; Kamphaeng Phet, 4 febbraio 1987) è un calciatore thailandese, portiere del Buriram Utd.

## Carriera

### Club
Cresciuto nelle giovanili dell'Osotspa di Saraburi, fa il suo debutto tra i professionisti nella file del Nakhon Sawan, club di Thai Division 1 League, la seconda serie thailandese. Rimane con il Nakon Sawan dal 2007 al 2009 collezionando 32 presenze in campionato. Nel 2010 torna all'Osotspa Saraburi in Thai Premier League, la massima divisione. Rimane fino al 2016 in questo club, che disputa la seconda parte del campionato 2014 a Bangkok e nel 2015 si trasferisce a Samut Prakan prendendo il nome Osotspa Samut Prakan, mentre nel 2016 viene ribattezzato Super Power Samut Prakan. Nelle sette stagioni disputate da Budprom, la squadra rimane sempre nella massima serie.
Nel 2017 viene ceduto al Chiangrai Utd e alla prima stagione vince la Thai FA Cup, l'anno successivo la squadra vince la Thailand Champions Cup, competizione che mette di fronte i vincitori del campionato e i detentori della FA Cup. Nella stessa stagione conquista anche la seconda Thai FA Cup e la Thai League Cup. A fine anno viene trasferito al BG Pathum Utd, appena retrocesso in Thai League 2. L'ambiziosa società allestisce un'ottima squadra che viene subito promossa dominando il campionato, l'anno successivo domina anche in Thai League 1 e conquista il suo primo titolo di campione nazionale, il primo anche per Budprom, che nelle 30 partite disputate in campionato subisce solo 13 reti.

### Nazionale
Esordisce con la nazionale thailandese nel 2013 a Bangkok nella partita vinta 5-0 contro il Bhutan. Dopo la seconda partita del gennaio 2013 pareggiata 2-2 con la Corea del Nord, viene accantonato e ritorna in nazionale a fine 2018 dopo le ottime stagioni disputate a Chiang Rai. Il 6 gennaio 2019 debutta ad Abu Dhabi nella Coppa delle nazioni asiatiche perdendo 4-1 contro l'India.

## Statistiche

### Cronologia presenze e reti in nazionale
| Cronologia completa delle presenze e delle reti in nazionale ― Thailandia | Cronologia completa delle presenze e delle reti in nazionale ― Thailandia | Cronologia completa delle presenze e delle reti in nazionale ― Thailandia | Cronologia completa delle presenze e delle reti in nazionale ― Thailandia | Cronologia completa delle presenze e delle reti in nazionale ― Thailandia | Cronologia completa delle presenze e delle reti in nazionale ― Thailandia | Cronologia completa delle presenze e delle reti in nazionale ― Thailandia | Cronologia completa delle presenze e delle reti in nazionale ― Thailandia |
| Data                                                                      | Città                                                                     | In casa                                                                   | Risultato                                                                 | Ospiti                                                                    | Competizione                                                              | Reti                                                                      | Note                                                                      |
| ------------------------------------------------------------------------- | ------------------------------------------------------------------------- | ------------------------------------------------------------------------- | ------------------------------------------------------------------------- | ------------------------------------------------------------------------- | ------------------------------------------------------------------------- | ------------------------------------------------------------------------- | ------------------------------------------------------------------------- |
| 14-11-2012                                                                | Bangkok                                                                   | Thailandia                                                                | 5 – 0                                                                     | Bhutan                                                                    | Amichevole                                                                | -                                                                         |                                                                           |
| 26-01-2013                                                                | Chiang Mai                                                                | Thailandia                                                                | 2 – 2                                                                     | Corea del Nord                                                            | Amichevole                                                                | -2                                                                        |                                                                           |
| 14-10-2018                                                                | Suphanburi                                                                | Thailandia                                                                | 1 – 0                                                                     | Trinidad e Tobago                                                         | Amichevole                                                                | 0                                                                         |                                                                           |
| 21-11-2018                                                                | Bacolod                                                                   | Filippine                                                                 | 1 – 1                                                                     | Thailandia                                                                | Camp. ASEAN                                                               | -1                                                                        |                                                                           |
| 25-11-2018                                                                | Bangkok                                                                   | Thailandia                                                                | 3 – 0                                                                     | Singapore                                                                 | Camp. ASEAN                                                               | -                                                                         |                                                                           |
| 1-12-2018                                                                 | Kuala Lumpur                                                              | Malaysia                                                                  | 0 – 0                                                                     | Thailandia                                                                | Camp. ASEAN                                                               | -                                                                         |                                                                           |
| 5-12-2018                                                                 | Bangkok                                                                   | Thailandia                                                                | 2 – 2                                                                     | Malaysia                                                                  | Camp. ASEAN                                                               | -1                                                                        |                                                                           |
| 06-01-2019                                                                | Abu Dhabi                                                                 | Thailandia                                                                | 1 – 4                                                                     | India                                                                     | Coppa d'Asia 2019 - 1º turno                                              | -4                                                                        |                                                                           |
| 25-03-2019                                                                | Nanning                                                                   | Thailandia                                                                | 0 – 4                                                                     | Uruguay                                                                   | China Cup 2019                                                            | -4                                                                        |                                                                           |
| Totale                                                                    |                                                                           | Presenze                                                                  | 9                                                                         |                                                                           | Reti                                                                      | -12                                                                       |                                                                           |

## Palmarès

### Club

#### Competizioni nazionali
- Thai League: 2

BG Pathum Utd: 2020-2021
Buriram United: 2024-2025
- Thai FA Cup: 3

Chiangrai Utd: 2017, 2018
Buriram United: 2024-2025
- Thai League Cup: 1

Chiangrai Utd: 2018
- Thailand Champions Cup: 1

Chiangrai Utd: 2018